# Neófito VI de Constantinopla
Neófito VI (en griego: Νεόφυτος ΣΤ΄), (?-1747) fue Patriarca Ecuménico de Constantinopla en dos mandatos, de 1734 a 1740 y de 1743 a 1744.

## Vida
Neófito nació en Patmos, y cuándo el Metropolitano de Cesarea en Capadocia fue elegido al Patriarca como Jeremías III de Constantinopla, fue elegido en su lugar como Metropolitano de Cesarea. Como Metropolitano de Cesarea, su acto más importante fue restaurar en 1728 el monasterio de San Juan el Precursor en Zincidere en Capadocia.
Fue nombrado Patriarca el 27 de septiembre de 1734 apoyado por el Dragomán de la Sublime Puerta, el fanariota Alexander Ghikas. Su sometimiento al Dragomán hizo que el Gran Visir ordenara su deposición seis años más tarde, en agosto de 1740. Neófito reinó otra vez por un corto plazo, de mayo de 1743 a marzo de 1744, y durante este período fue ordenado por el Gran Visir no debe tener ningún contacto con Alexander Ghikas.
Su patriarcado no estuvo marcado por ningún acontecimiento en particular y Neófito se ocupó principalmente de cuestiones monásticas. Tenía cartas con Nicolaus Ludwig von Zinzendorf, el reformista de la Iglesia morava, pero sin resultado. Después de su segunda y última deposición, fue exiliado en Patmos donde murió en febrero o marzo de 1747.